# Tōkamachi
Tōkamachi (jap. 十日町市, -shi) ist eine Stadt im Landesinneren der Präfektur Niigata auf Honshū, der Hauptinsel von Japan.

## Geographie
Tōkamachi liegt südlich von Nagaoka und östlich von Jōetsu.

## Geschichte
Die Stadt Tōkamachi wurde am 31. März 1954 aus den ehemaligen Gemeinden Tōkamachi, Kawaji, Nakajō und Rokka gegründet.

## Sehenswürdigkeiten
- Das archäologische und (heimat)geschichtliche Museum Tōkamachi zeigt Funde von Ausgrabungen im nahegelegenen Sasayama, sowie geschichtliche Besonderheiten der Region, wie die Herstellung von Webwaren.

## Verkehr
- Zug:
  - JR-Iiyama-Linie
- Straße:
  - Nationalstraße 117, 252, 253, 353, 403, 405

## Angrenzende Städte und Gemeinden

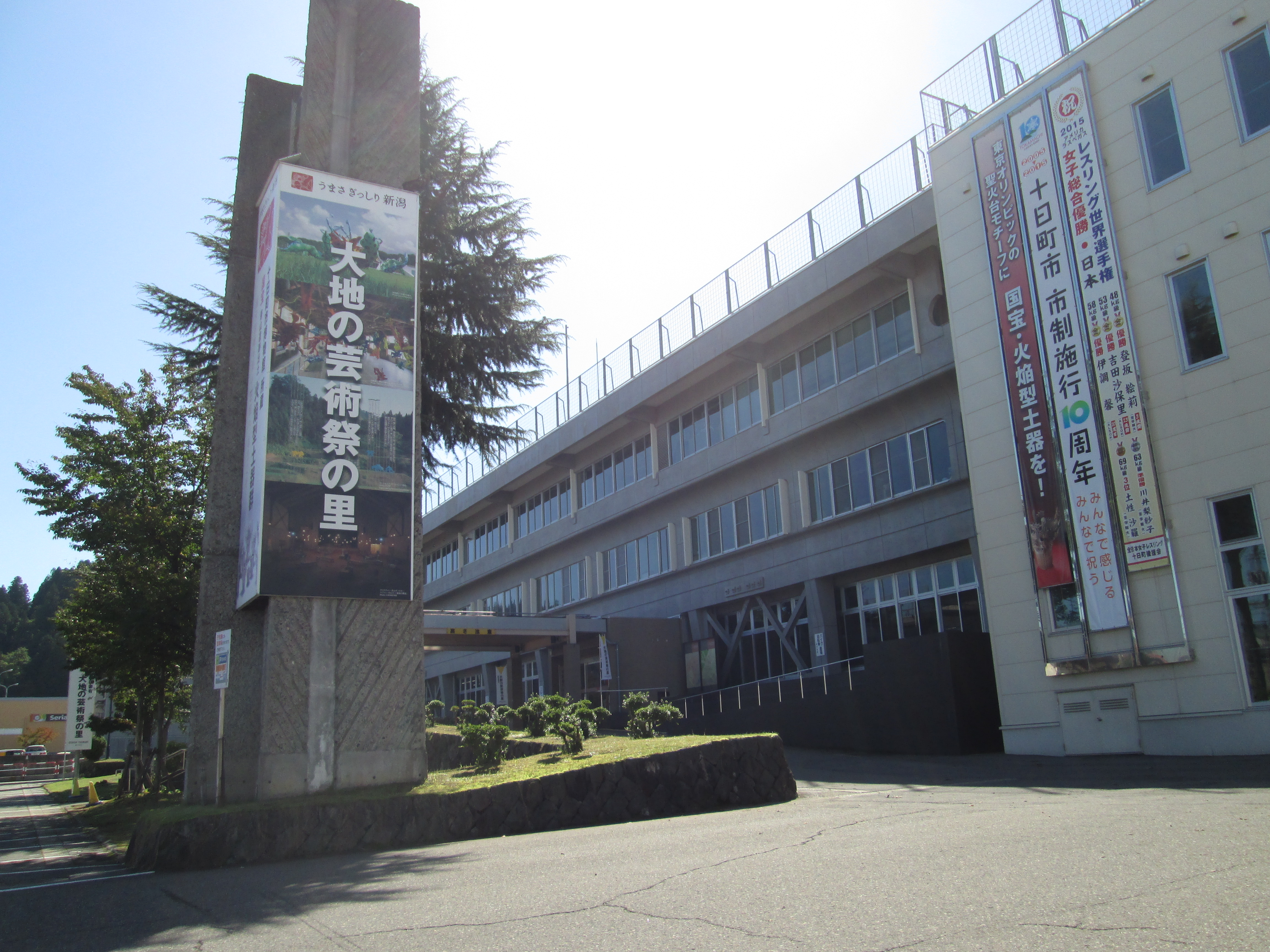
Rathaus

- Uonuma
- Jōetsu
- Nagaoka
- Kashiwazaki
- Minami-Uonuma